# 멜라녹스 테크놀로지스
멜라녹스 테크놀로지스(히브리어: מלאנוקס טכנולוגיות בע"מ)는 인피니밴드 및 이더넷 기술을 기반으로 한 컴퓨터 네트워킹 제품을 공급하는 이스라엘-미국 다국적 기업이었다. 멜라녹스는 고성능 컴퓨팅, 데이터 센터, 클라우드 컴퓨팅, 기억 장치 및 금융 서비스를 포함한 시장에 어댑터, 스위치, 소프트웨어, 케이블 및 실리콘을 제공했다.
2019년 3월 11일, 엔비디아는 69억 달러에 멜라녹스를 인수할 의사를 발표했다. 이 거래는 EU, 미국 및 중국의 독점 금지 당국의 승인을 받아 2020년 4월 27일에 완료되었다.
이 회사는 2020년에 엔비디아의 네트워킹 부서로 통합되었으며, 엔비디아는 새로운 네트워킹 제품에 "멜라녹스"라는 브랜드 이름을 사용하지 않게 되었다.

## 역사

### 1999–2009
멜라녹스는 1999년 5월 인텔 및 갈릴레오 테크놀로지(2000년 10월 마벨 테크놀로지 그룹에 28억 달러에 인수됨)의 전 이스라엘 임원이었던 에얄 발트만, 샤이 코헨, 로니 아슈리, 마이클 케이건, 에블린 랜드만, 에이탄 자하비, 시몬 로텐버그, 우디 카츠, 알론 웹만에 의해 설립되었다. 에얄 발트만은 이스라엘 도시 요크네암 일리트에 멜라녹스를 설립했다. 재무 사무실은 미국 샌타클래라 (캘리포니아주)에 있었다. 2002년 2월, 약 5600만 달러 규모의 벤처 캐피털 투자가 발표되었다.
이후 약 6400만 달러로 확장되었으며, 투자자로는 인텔, IBM, 세쿼이아 캐피털 및 U.S. 벤처 파트너스가 포함되었다.
멜라녹스는 2007년 2월 나스닥에 기업공개를 하여 1억 2백만 달러를 모금했으며, 회사 가치는 5억 달러 이상으로 평가되었다.
그 주식은 티커 심볼 MLNX로 상장되었다.
2009년에 설립된 멜라녹스의 투자 펀드는 2014년에 공개적으로 발표되었다.
처음에는 집적 회로 (칩) 제조업체로 설립되었지만, 2009년까지 완전한 네트워크 시스템 제조업체로 발전했다.

### 2010–2016
2010년에 오라클 (기업)은 이 회사의 주요 투자자가 되었고, 주식의 약 10%를 보유했다. 오라클은 엑사데이터 및 엑사로직 어플라이언스에 인피니밴드 기술을 사용한다. 주식은 텔아비브 증권거래소에도 상장되었지만, 2013년에 회사가 상장 폐지되었고 나스닥에 남아있었다.
2011년 2월, 멜라녹스는 약 2억 1800만 달러에 데이터 센터 스위치 공급업체인 볼테어를 인수했다.
2012년 11월, 멜라녹스는 한 마케팅 회사에 의해 가장 빠르게 성장하는 회사 중 하나로 선정되었다.
2013년 멜라녹스는 XLoom 커뮤니케이션즈의 자산을 인수했는데, 여기에는 광전자 칩 스케일 패키징과 XLoom의 기술 인력 일부가 포함되었다.
2013년 7월, 멜라녹스는 고속 네트워킹을 위한 실리콘 포토닉스 광학 인터커넥트 기술 개발업체인 비상장 기업 코투라 (Kotura)를 인수했다. 2013년 7월, 멜라녹스는 디지털 통신용 광학 인터커넥트 부품 설계업체인 비상장 기업 IP트로닉스 (IPtronics) A/S를 인수했다.
2014년 7월, 멜라녹스는 소프트웨어 연결, 저수준 개발, 실시간 애플리케이션 및 보안 기술을 위해 비상장 기업 인테그리티 프로젝트 (Integrity Project)를 인수했다. 2016년 2월, 멜라녹스는 EZchip 반도체, 네트워크 프로세서 및 멀티 코어 프로세서 공급업체인 EZchip이 이전에 틸레라를 인수하면서 얻은 기업을 인수했다.
2016년, 멜라녹스 테크놀로지스는 이스라엘 아랍인 프로그래머 팀과 라말라 및 나블루스에 있는 프로그래머 팀 외에도 가자 지구에 프로그래머를 고용하기 시작했다. 2016년, 멜라녹스의 매출은 8억 5700만 달러였다. 2017년 12월, 멜라녹스는 새로운 스타트업 액셀러레이터를 시작할 것이라고 발표했다. 2017년에 회사의 주가는 55% 상승했다. 그 해에 회사는 EZchip을 인수하여 가장 큰 인수를 기록했다.

### 2018–인수
행동주의 투자자인 스타보드 밸류 LP는 2017년 11월에 이 회사의 지분 10.7%를 인수했다.
2018년 1월, 스타보드는 회사의 연구 개발 비용을 비판하고 단기 이익을 주장했다. 다음 날인 2018년 1월 9일, 멜라녹스는 1550nm 실리콘 포토닉스 개발 활동을 즉시 중단할 것이라고 발표했으며, 사장이자 CEO인 에얄 발트만은 실리콘 포토닉스 사업 검토가 2017년 5월에 시작되었다고 말했다. 멜라녹스는 또한 100명을 해고할 것이며, 모두 미국에서 해고될 것이라고 밝혔다. 당시 이 회사는 2,900명을 고용했으며, 대부분 이스라엘에 있었다.
"이사회 전투"에서 스타보드는 주주들에게 이사회를 전면 교체해 달라는 서한을 보냈다. 당시 멜라녹스의 시장 가치는 33억 달러였다. 스타보드는 스타보드 대표 제프리 스미스를 포함하여 회사 이사회 선거에 9명의 후보를 지명할 것이라고 밝혔다.
2018년 5월, 주주들은 논란이 된 이사회 선거 가능성과 관련된 회사 거버넌스 제안을 승인했다.
2018년 6월까지 3명의 이사회 구성원이 사임하고 스타보드 후보 2명과 양측이 합의한 1명으로 교체되는 것에 동의했다.
2019년, 멜라녹스는 엔비디아에 69억 달러에 인수되었으며, 이는 2019년 가장 큰 인수 합병 중 하나가 되었다.
멜라녹스를 인수하려 했던 다른 회사로는 인텔, 자일링스 및 마이크로소프트가 있었다.
창립자이자 오랜 CEO인 에얄 발트만은 2020년 11월에 회사를 떠났다. 그는 인수를 통해 약 2억 4천만 달러를 벌었다고 추정된다.

## 제품 및 시장

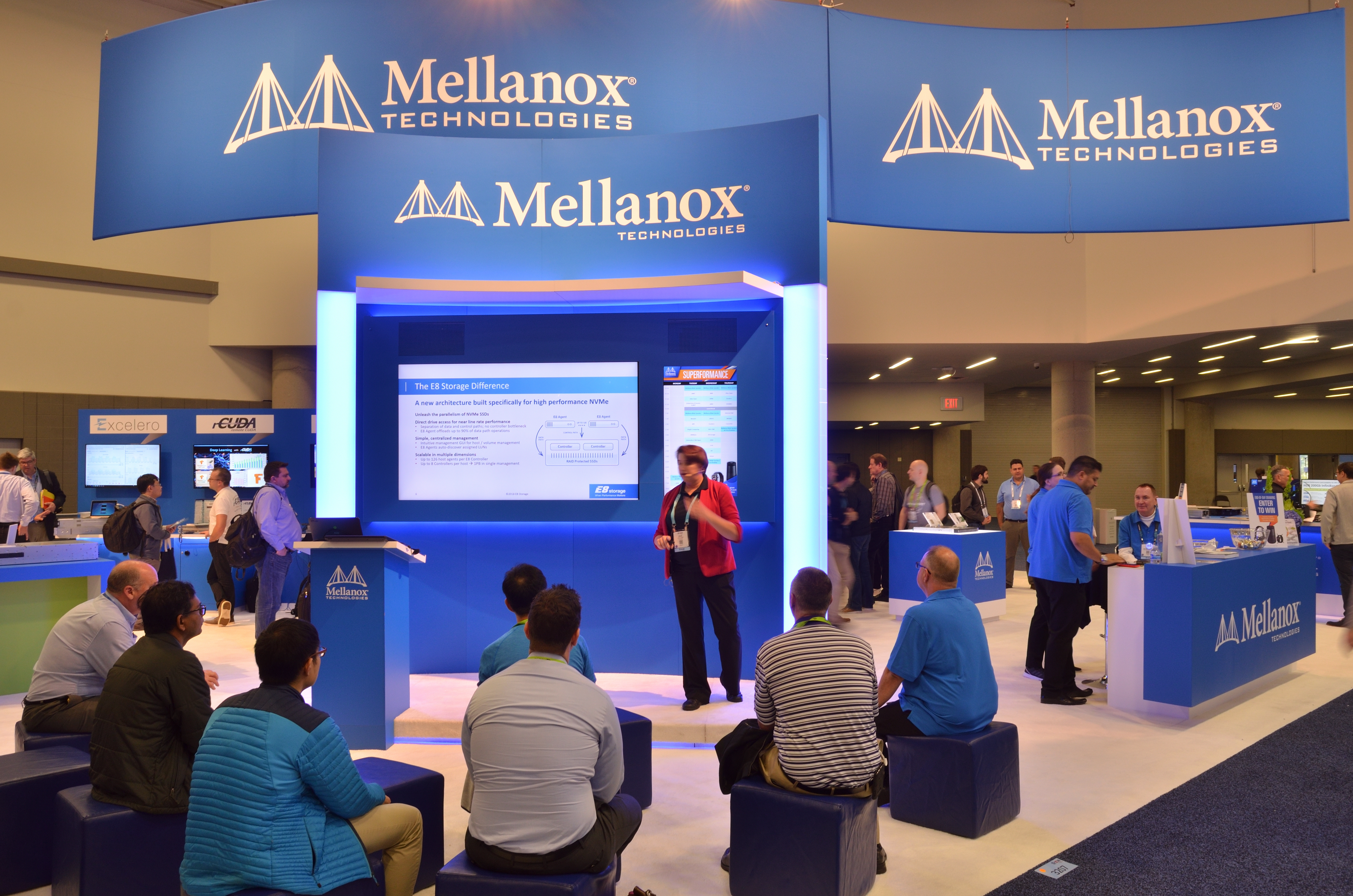
SC18의 멜라녹스

멜라녹스는 팹리스 반도체 회사였으며, 그 후 해당 반도체 집적 회로를 기반으로 한 제품을 판매했다.
적어도 2011년부터 이 회사의 칩은 TSMC에서 생산되었다.
멜라녹스 테크놀로지스는 클라우드 및 엔터프라이즈 데이터 센터에서 사용되는 서버 및 스토리지용 이더넷 및 인피니밴드 네트워크 어댑터, 스위치 및 케이블을 자체 개발한 집적 회로를 기반으로 제공했다.
멜라녹스에는 두 주요 고객인 휴렛 팩커드와 델 EMC가 있었는데, 이들은 2017년, 2018년, 2019년에 각각 매출의 10% 이상을 차지했다.
멜라녹스는 엔터프라이즈 데이터 센터 및 고성능 컴퓨팅을 위한 스위치 패브릭을 전문으로 했으며, 특히 컴퓨터 클러스터와 같이 높은 데이터 전송률과 낮은 지연 시간이 요구되는 경우에 필요했다.
일반적인 응용 분야 중 하나는 대규모 데이터베이스 관리 시스템이었다.
멜라녹스 네트워크 어댑터와 스위치는 원격 직접 메모리 접근 (RDMA) 및 수렴 이더넷을 통한 RDMA를 지원했다.
제품명은 다음과 같다.
- 멀티 프로토콜 ASIC 및 어댑터의 ConnectX 제품군은 가상 프로토콜 인터커넥트(VPI)를 지원하여 최대 200Gbit/s 속도로 이더넷 및 인피니밴드 트래픽을 모두 지원한다. ConnectX-6 및 ConnectX-6 Dx 어댑터는 고속(초당 최대 200Gbit), OVS 가속, 멀티 호스트 지원, 인라인 암호화 가속과 같은 향상된 기능을 갖추고 있다.[43][44][45]
- ConnectX 아키텍처는 "새롭고" 뛰어난 성능을 제공하며 "현대적인 멀티코어 플랫폼에 매우 적합하다"고 평가되었다.[46] Quantum 인피니밴드 스위치 제품군은 HDR 200Gbit/s로 작동하는 최대 40개의 포트를 지원한다. Quantum 스위치는 탁월한 지연 시간과 패킷 전달 성능을 제공하며 SHARP(집단 작업 가속) 및 SHIELD(자체 복구) 기술을 포함한 고급 HPC 오프로드를 지원한다.
- 이더넷 스위치의 Spectrum 제품군.
- 케이블 및 트랜시버의 LinkX 제품군. 이 제품들은 이더넷 및 인피니밴드 프로토콜과 다양한 폼 팩터에서 사용할 수 있다.[47]

### 고성능 컴퓨팅
2011년까지 멜라녹스의 컴퓨터 클러스터용 인피니밴드 제품은 TOP500 고성능 컴퓨터 목록에 많이 배포되었다.

### 저장 장치
멜라녹스는 원래 인피니밴드 제품과 관련이 있었지만, 2011년부터는 자사의 기술을 스토리지 에어리어 네트워크 (SAN)에 사용하여, 예를 들어 기존의 파이버 채널을 훨씬 더 일반적인 이더넷 표준군으로 대체할 수 있게 되었다.

### 운영
미국 본사 외에도 멜라녹스는 이스라엘, 덴마크, 중국, 러시아, 싱가포르, 대만, 일본, 영국에 사무실을 두었다.

## 팔레스타인 기술 경제 지원
멜라녹스는 엔지니어링 일부를 요르단강 서안 지구에 아웃소싱했다. 멜라녹스는 극동이나 동유럽에 해외 엔지니어링 센터를 설립하는 대신, 팔레스타인 아웃소싱 회사를 통해 라말라에서 팔레스타인 엔지니어를 고용했다. 2018년, 발트만은 글로브스 잡지가 주최한 텔아비브 컨퍼런스에서 100명 이상의 팔레스타인인이 멜라녹스 프로젝트에 참여하고 있다고 말했다.
발트만은 이전에 멜라녹스가 동유럽에 아웃소싱하는 것보다 비용이 더 많이 들더라도 라말라에 연구 개발 센터를 건설할 계획이라고 언급한 바 있다.

## 같이 보기
- 이스라엘-팔레스타인 하이테크 이니셔티브
- 나스닥 상장 이스라엘 기업 목록
- 실리콘 와디
- 요크네암 스타트업 빌리지
- 이스라엘의 경제
- 엔비디아